# Roman Sedláček
Roman Sedláček (* 12. Januar 1963 in Těšany) ist ein ehemaliger tschechischer Fußballspieler.

## Karriere
Roman Sedláček begann seine Laufbahn in der damaligen Tschechoslowakei bei TJ Vítkovice. In der Rückrunde der Saison 1985/86 lief Sedláček für den damaligen Zweitligisten TJ Gottwaldov auf. Ab 1986/87 spielte der Stürmer für Sigma Olmütz.
1991 wechselte er zum deutschen Erstligisten Hansa Rostock, für den er in der darauffolgenden Saison 24 Spiele bestritt und vier Tore erzielte. Am Saisonende stieg Hansa Rostock ab.
Sedláčeks nächste Station war der damalige Zweitligist FC Remscheid, für den er 1992/93 18 Partien bestritt, der aber ebenfalls nach einer Saison abstieg. Danach spielte Sedláček beim Oberligisten Eintracht Braunschweig sowie dem FC Neubrandenburg.
Im Sommer 1994 kehrte Sedláček nach Tschechien zurück und schloss sich dem FK Jablonec an. 1995 spielte der Angreifer für Svit Zlín.
Zudem trat Sedláček für die Fußballnationalmannschaft der Tschechoslowakei an. Für das Aufgebot des Landes bei der Weltmeisterschaft 1990 wurde er nicht berücksichtigt.